# NGC 3658
NGC 3658 est une galaxie lenticulaire située dans la constellation de la Grande Ourse. NGC 3658 a été découverte par l'astronome germano-britannique William Herschel en 1789.

## Caractéristiques
Sa vitesse par rapport au fond diffus cosmologique est de 2 298 ± 19 km/s, ce qui correspond à une distance de Hubble de 33,9 ± 2,4 Mpc (∼111 millions d'al).

## Groupe de NGC 3665
Selon un article de A.M. Garcia paru en 1993, NGC 3658 fait partie du groupe de NGC 3665. Selon Garcia, ce groupe de galaxies est formé de sept membres, soit NGC 3648, NGC 3652, NGC 3658, NGC 3665, UGC 6146, UGC 6428 et UGC 6433.
Dans un article paru en 1998, Abraham Mahtessian mentionne aussi l'existence de ce groupe, mais il n'y figure que les quatre galaxies du catalogue NGC auquel il ajoute la galaxie UGC 6517 qui est notée 1129+3658 abréviation de CGCG 1122.3+3658.